# Oterei (fleuve)
Le fleuve Oterei  (anglais : Oterei River) est un cours d’eau du sud du secteur de Wairarapa, du district de South Wairarapa, dans la région de Wellington dans l’Île du Nord de la Nouvelle-Zélande, qui se jette dans l'Océan Pacifique un peu à l'est du Détroit de Cook.

## Géographie
Il s’écoule initialement vers le nord-ouest avant de tourner au sud pour atteindre le Détroit de Cook à 30 km au nord-est du Cap Palliser.